# نوآفیس
ساختمان‌های اداری نوآفیس (به آلمانی: nuoffice) در سال ۲۰۱۳ به عنوان سبزترین ساختمان جهان شناخته شد و به علت استفاده از مواد اولیه سازگار با محیط زیست و بکارگیری انرژی با کیفیت، در گرمایش و سرمایش و همچنین سیستم تهویه و روشنایی،  موفق به دریافت گواهینامه لید گردید.

## خصوصیات ساختمان
دیوارهای بیرونی ضخیم هستند بنابراین نیازی به سیستم سرمایش در تابستان نیست و در زمستان هم انرژی به هدر نمی‌رود و اینگونه در ماه‌های سرد لازم نیست ساختمان را زیاد گرم کنیم. بدین ترتیب هزینه‌های مصرف انرژی پایین می‌آیند. این سیستم و رابطه دیوارها و پنجره‌ها را با دقت زیادی شبیه‌سازی کرده‌ایم. برای اینکه می‌خواستیم نتیجه ذخیره انرژی ایده آل باشد و در عین حال نورِ روز را هم داشته باشیم.

## رویکردهای معماری پایدار
- از پنجره‌های کوچک برای جلوگیری از اتلاف حرارت استفاده شده‌است در نتیجه در روزهای گرم تابستان، برای خنک کردن محیط به انرژی کمتر و بالعکس، انرژی کمتری برای گرم کردن محیط در روزهای سرد نیاز است.
- پنجره‌ها سه جداره در نظر گرفته شده‌اند.
- در پی ساختمان  تیوبهایی تعبیه شده‌است که، در داخل محفظه‌های حرارتی فعال به ساکنین ساختمان امکان می‌دهد تا دمای داخل بتون‌ها را تنظیم کنیم. گرم کردن یا سرد کردن حجم بالایی از بتون‌های هسته مرکزی ساختمان به پایایی  گرما و سرما در اتاق‌های آن کمک زیادی می‌کند.
- در زمستان دفترها به شبکه گرمایی مرکزی ساختمان متصل هستند و در تابستان از آب در سیستم سرمایش آن استفاده می‌شود.
- پنل‌های خورشیدی روی سقف انرژی مورد نیاز برای الکتریسیته ساختمان را به راحتی تأمین می‌کنند.

## مصرف انرژی
در این ساختمان انرژی مصرفی سالانه برابر با ۳۰ کیلو وات ساعت در هر متر مربع  است با وجودی که در ساختمان‌های جدید اداری متعارف در آلمان که برای صرفه جویی انرژی هیچ دغدغه‌ای ندارند این رقم  بین ۱۰۰ تا ۱۵۰ کیلو وات ساعت در هر متر مربع در سال است.